# Kuria (peuple)
Pour les articles homonymes, voir Kuria.
Les Kuria sont un peuple bantou d'Afrique de l'Est établi principalement dans la région de Mara au nord de la Tanzanie, également dans le sud-ouest du Kenya, dans la province de Nyanza.

## Ethnonymie
Selon les sources et le contexte, on observe différentes formes : Abakuria, Bakulia, Bakulya, Bakuria, Batende, Ikikuria, Koria, Kulya, 
Kurias, Kuriya, Kurya, Tende, Watende.

## Langue
Ils parlent le kuria, une langue bantoue. Le nombre de locuteurs était estimé à plus de 600 000 au début des années 2000, dont 430 000 en Tanzanie en 2005 et 174 000 au Kenya en 2006.

## Culture
Les kuria connaissent une tradition de mariages entre femmes, appelée nyumba ntobe,.

### Discographie
- (en) Music of the Kuria and the Gusii of Western Kenya, Smithsonian Folkways Recordings, 1972
- Tanzanie - Chants des Wagogo et des Kuria, Maison des Cultures du Monde, Auvidis, 1992
- Kenya : musiques du Nyanza, Ocora, (Harmonia mundi diff.), 1993